# 東福生駅

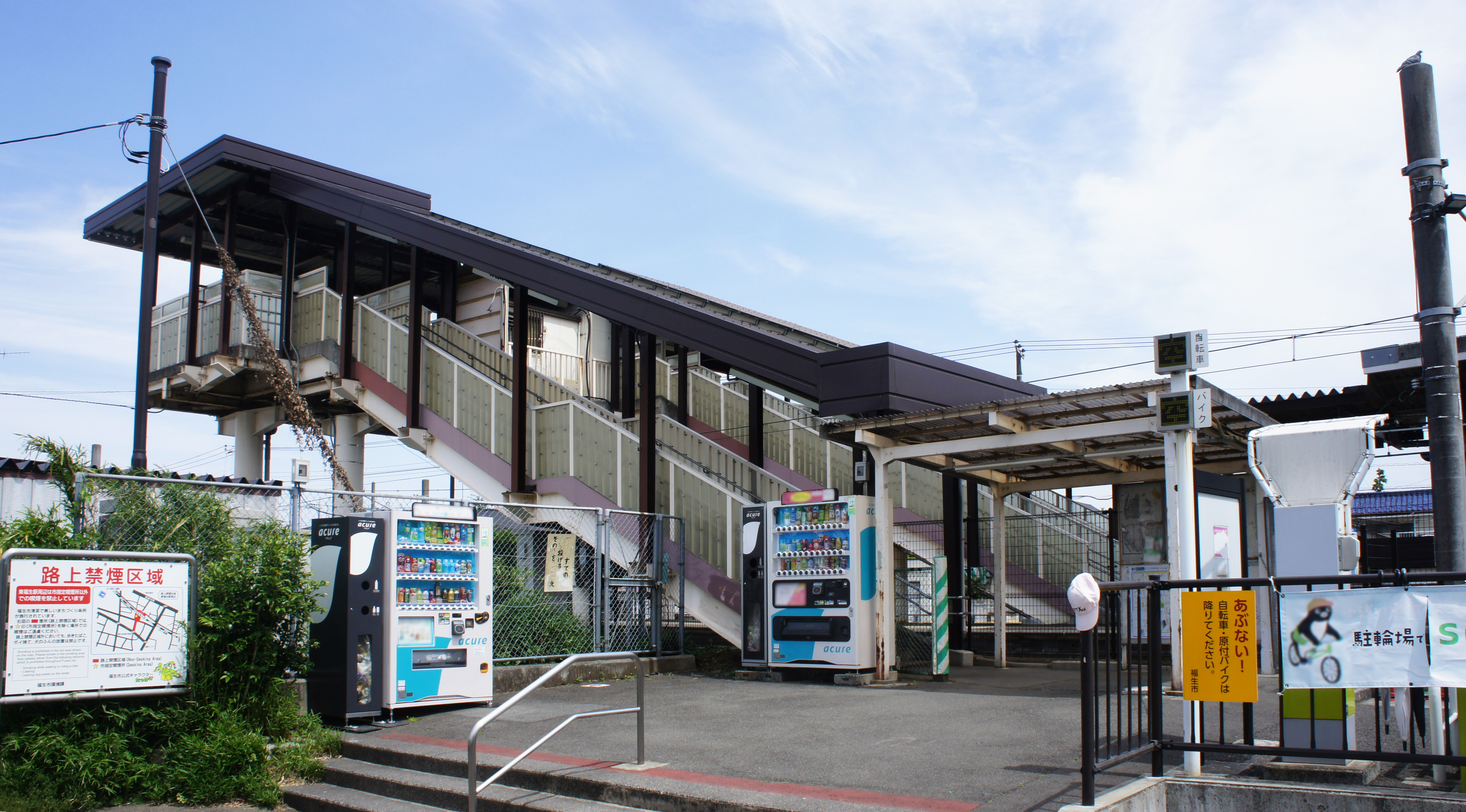
西口（2021年4月）

東福生駅（ひがしふっさえき）は、東京都福生市武蔵野台一丁目にある、東日本旅客鉄道（JR東日本）八高線の駅である。八王子支社管轄の駅。

## 歴史
- 1931年（昭和6年）12月10日：国鉄八高線八王子 - 東飯能間開通と同時に開業[1]。旅客・貨物の取扱を開始[2]。
- 1957年（昭和32年）6月1日：貨物の取扱を廃止[2]。
- 1958年（昭和33年）4月10日：荷物扱い廃止[2]。
- 1966年（昭和41年）
  - 9月：西口駅舎を改築[1]。
  - 10月1日：行き違い設備が完成し、使用開始[3]。
- 1986年（昭和61年）4月1日：無人駅となる[4]
- 1987年（昭和62年）4月1日：国鉄分割民営化に伴い、東日本旅客鉄道（JR東日本）の駅となる[2]。
- 1996年（平成8年）3月16日：八王子 - 高麗川間が電化される[5]。
- 2001年（平成13年）11月18日：ICカード「Suica」の利用が可能となる[広報 1]。
- 2016年（平成28年）
  - 4月1日：名誉駅長を配置[6]。
  - 7月：西口旧駅舎を解体。跡地に市営駐輪場を開設。
- 2020年（令和2年）3月31日：名誉駅長の委嘱を解除[7]。
- 2021年（令和3年）6月30日：自動券売機の取扱を終了。

## 駅構造
島式ホーム1面2線の地上駅。歩道橋を兼ねた自由通路に橋上駅舎が設置されている。2007年（平成19年）、福生市によって自由通路とホームへの階段に上屋が設けられ、雨や雪に晒されずに当駅へ向かうことができるようになった。西口側に平屋建ての旧駅舎が残存し、倉庫として長年使われていたが、2016年（平成28年）に解体され、跡地には福生市営福生駅西口自転車駐車場が開設された。
無人駅であるが、現在は平日昼間の時間帯を中心に、管理駅の拝島駅から駅員が派遣されるようになっている。また、2016年（平成28年）4月1日から4年間、駅および駅周辺の美化活動を行うボランティアとして、JR東日本OBに名誉駅長を委嘱していた。簡易Suica改札機、乗車駅証明書発行機が設置されている。かつては自動券売機も設置してあったが2021年6月30日をもって営業を終了した。なお、構内にトイレはないが、東西の駅前広場に各1か所、車椅子対応の公衆トイレが設置されている。

### のりば
| 番線 | 路線            | 方向 | 行先                   | 備考                     |
| ---- | --------------- | ---- | ---------------------- | ------------------------ |
| 1    | ■八高線・川越線 | 下り | 高麗川・高崎・川越方面 | 高崎方面は高麗川乗り換え |
| 2    | ■八高線         | 上り | 拝島・八王子方面       |                          |

（出典：JR東日本:駅構内図）

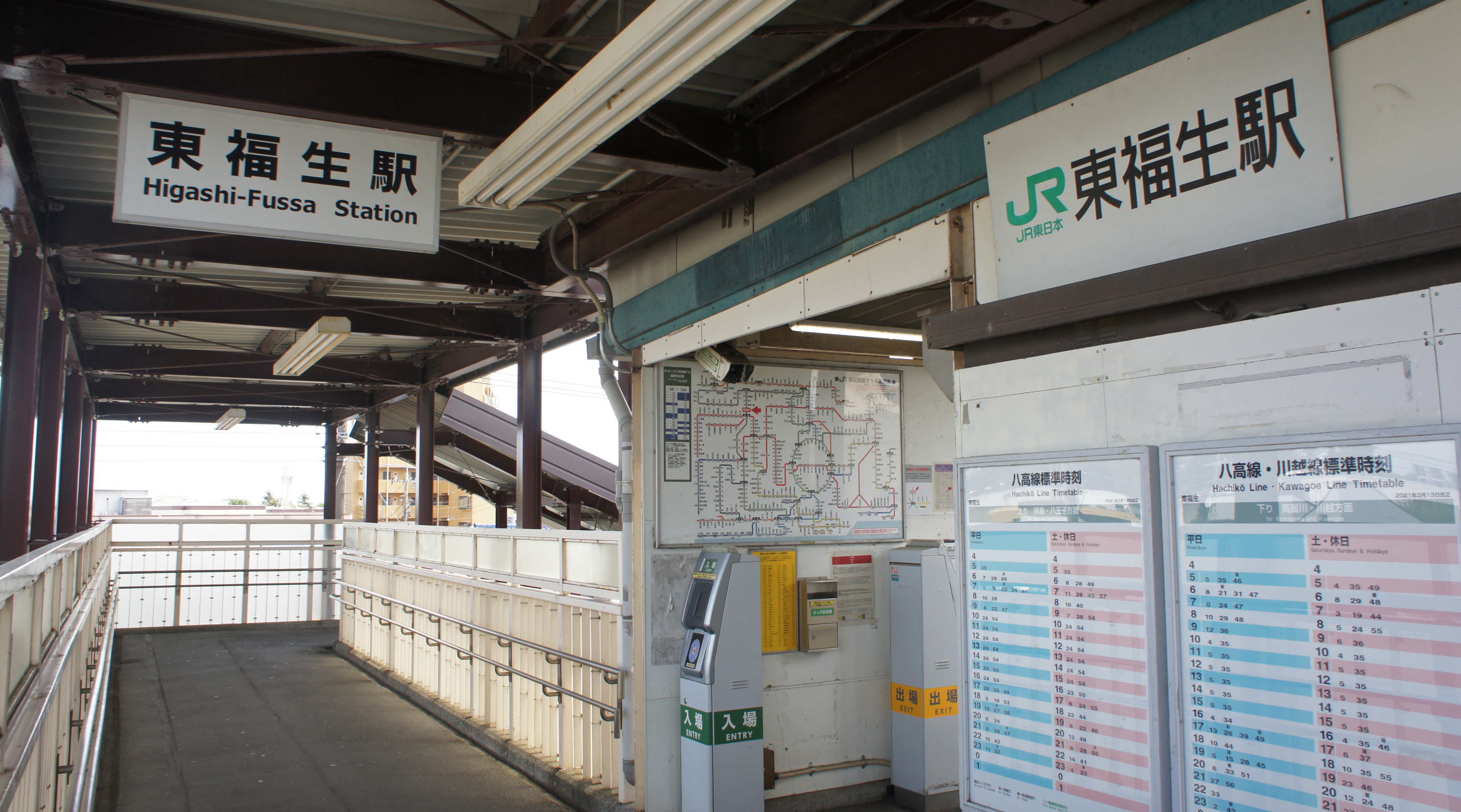
自由通路と改札口（2021年4月）
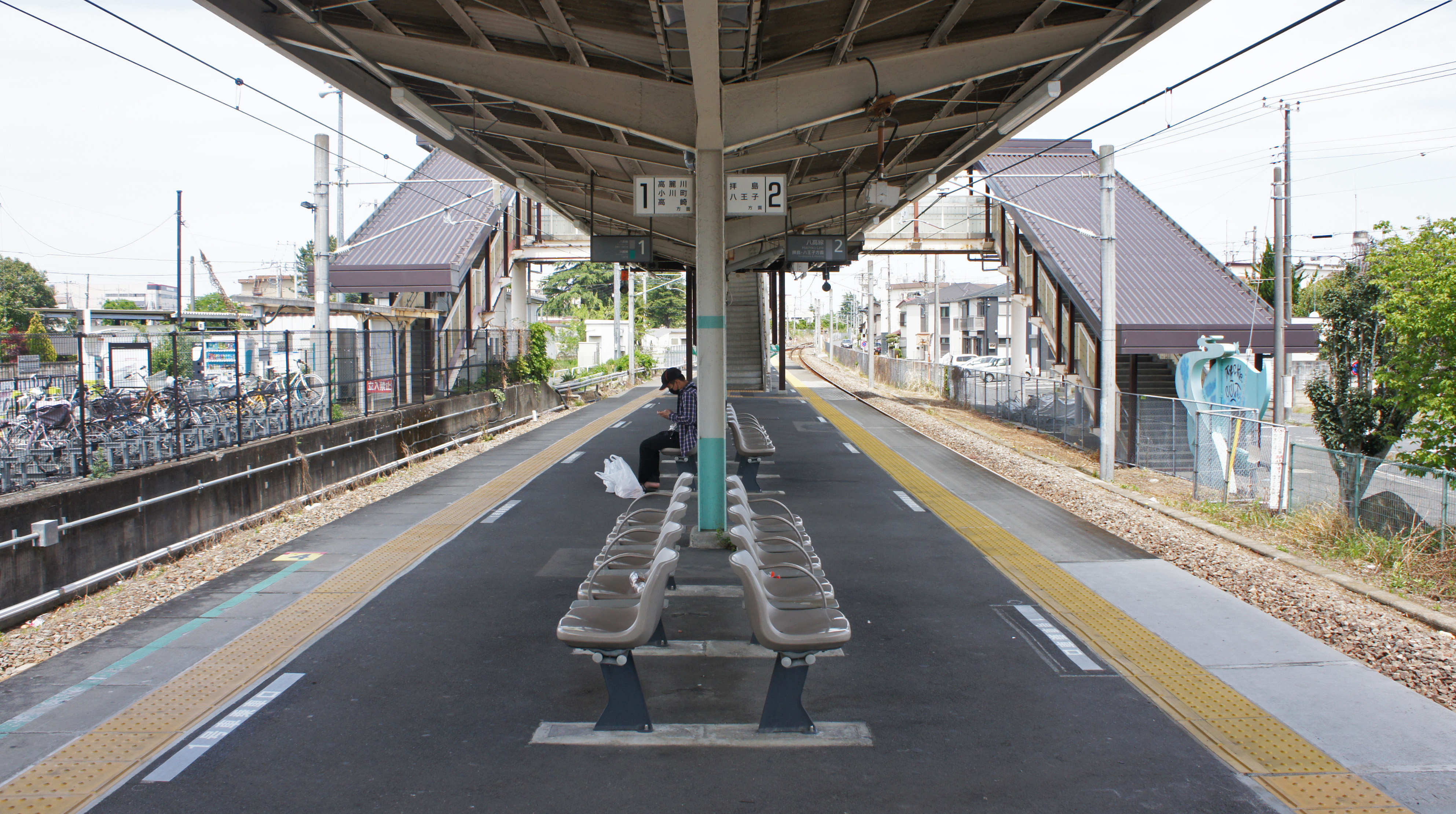
ホーム（2021年4月）
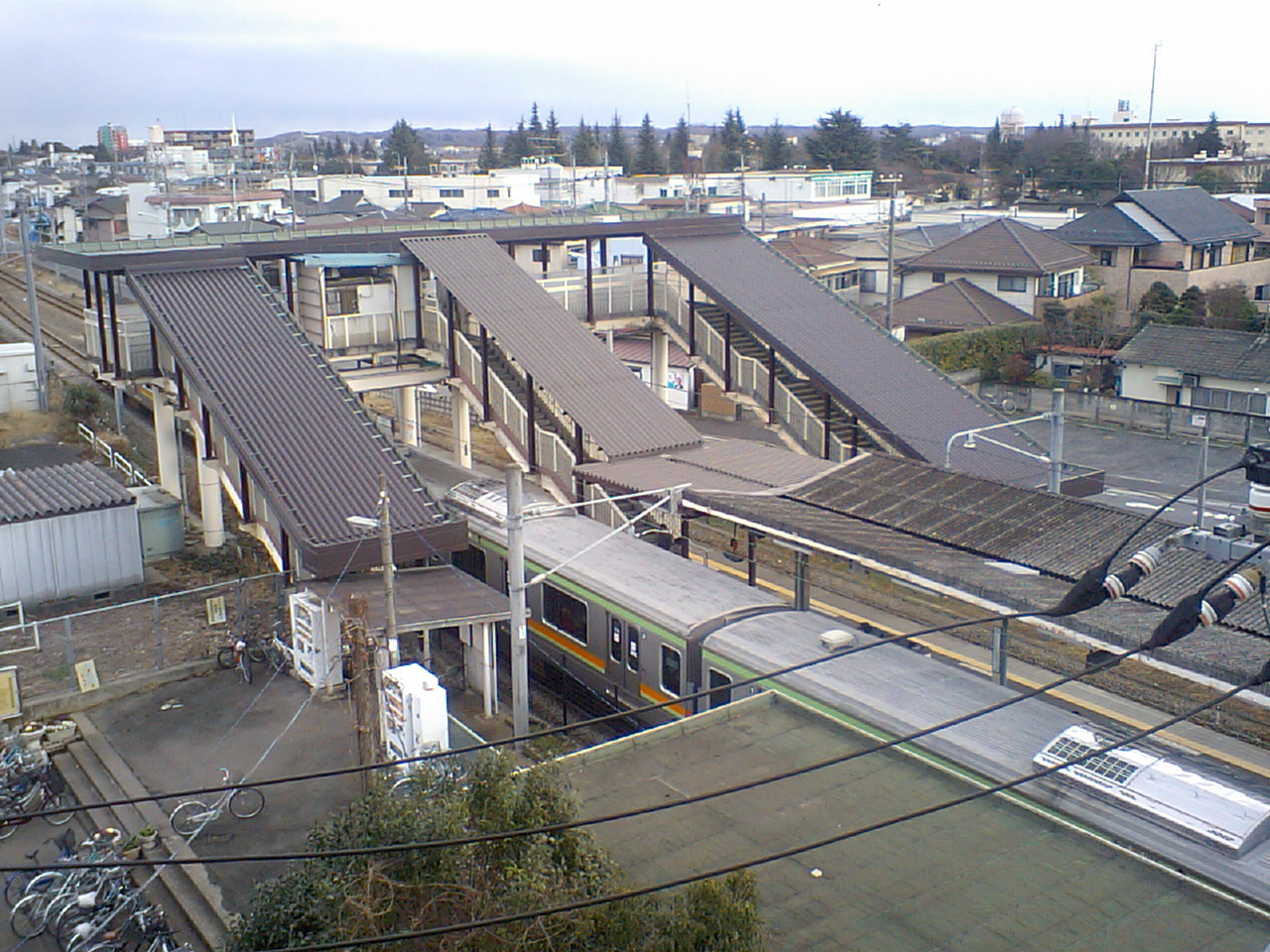
駅舎全景（2009年1月）

## 利用状況
2010年（平成22年）度の1日平均乗車人員は1,422人である。
近年の推移は下記の通り。
| 年度               | 1日平均 乗車人員 | 出典     |
| ------------------ | ---------------- | -------- |
| 1990年（平成02年） | 422              | [ * 1 ]  |
| 1991年（平成03年） | 492              | [ * 2 ]  |
| 1992年（平成04年） | 490              | [ * 3 ]  |
| 1993年（平成05年） | 630              | [ * 4 ]  |
| 1994年（平成06年） | 652              | [ * 5 ]  |
| 1995年（平成07年） | 637              | [ * 6 ]  |
| 1996年（平成08年） | 668              | [ * 7 ]  |
| 1997年（平成09年） | 708              | [ * 8 ]  |
| 1998年（平成10年） | 797              | [ * 9 ]  |
| 1999年（平成11年） | 849              | [ * 10 ] |
| 2000年（平成12年） | 827              | [ * 11 ] |
| 2001年（平成13年） | 836              | [ * 12 ] |
| 2002年（平成14年） | 964              | [ * 13 ] |
| 2003年（平成15年） | 1,134            | [ * 14 ] |
| 2004年（平成16年） | 1,249            | [ * 15 ] |
| 2005年（平成17年） | 1,244            | [ * 16 ] |
| 2006年（平成18年） | 1,241            | [ * 17 ] |
| 2007年（平成19年） | 1,249            | [ * 18 ] |
| 2008年（平成20年） | 1,348            | [ * 19 ] |
| 2009年（平成21年） | 1,384            | [ * 20 ] |
| 2010年（平成22年） | 1,422            | [ * 21 ] |

## 駅周辺
当駅は福生市の北部に位置しており、周辺一帯は主に住宅地となっている。
東口側は国道16号及び在日アメリカ空軍横田基地に面しており、アメリカ同時多発テロ事件発生後、テロ警戒のため警察官2名が配置されていた時期があった。また、駅周辺地域を中心に、「米軍ハウス」形式の住宅が今も若干残っており、国道16号沿いに建ち並んでいる。
一角ではかつてフジテレビ系列のドラマ『アルジャーノンに花束を』の撮影が行われた。そのほかにも2006年（平成18年）公開映画「シュガー&スパイス 風味絶佳」の撮影も東福生駅そのままの名前で行われた。
西口から南西へ約900 mの位置に青梅線福生駅がある。
駅周辺にバス停はないが、西口にタクシー乗り場がある。

### 東口
- 国道16号
- 在日アメリカ空軍横田基地第2ゲート（メインゲート）、第12ゲート
- 目白第二病院

### 西口
- 東京都道249号福生青梅線（産業道路）
- 福生市福生地域体育館
- 福生市武蔵野台図書館・児童館
- 福生市保健センター
- 福生武蔵野台郵便局
- 公立福生病院
- マルフジ福生店
  - マクドナルド
  - Mahalo（ヘアサロン）
  - コインランドリー
- ウエルシア東福生店
- セブンイレブン東福生店

## 隣の駅
東日本旅客鉄道（JR東日本）
■八高線
拝島駅 - 東福生駅 - 箱根ケ崎駅

### 記事本文

##### 広報資料・プレスリリースなど一次資料
1. ↑  “Suicaご利用可能エリアマップ（2001年11月18日当初）” (PDF).   東日本旅客鉄道. 2019年7月27日時点のオリジナルよりアーカイブ。2020年4月29日閲覧。

### 利用状況
1. ↑  東京都統計年鑑 - 東京都

東京都統計年鑑
1. ↑  東京都統計年鑑（平成2年）
2. ↑  東京都統計年鑑（平成3年）
3. ↑  東京都統計年鑑（平成4年）
4. ↑  東京都統計年鑑（平成5年）
5. ↑  東京都統計年鑑（平成6年）
6. ↑  東京都統計年鑑（平成7年）
7. ↑  東京都統計年鑑（平成8年）
8. ↑  東京都統計年鑑（平成9年）
9. ↑  東京都統計年鑑（平成10年） (PDF)
10. ↑  東京都統計年鑑（平成11年） (PDF)
11. ↑  東京都統計年鑑（平成12年）
12. ↑  東京都統計年鑑（平成13年）
13. ↑  東京都統計年鑑（平成14年）
14. ↑  東京都統計年鑑（平成15年）
15. ↑  東京都統計年鑑（平成16年）
16. ↑  東京都統計年鑑（平成17年）
17. ↑  東京都統計年鑑（平成18年）
18. ↑  東京都統計年鑑（平成19年）
19. ↑  東京都統計年鑑（平成20年）
20. ↑  東京都統計年鑑（平成21年）
21. ↑  東京都統計年鑑（平成22年）